# 奧托·威爾斯
奧托·威爾斯（德語：Otto Wels，1873年9月15日—1939年9月16日）德国政治家，1891年加入德国社会民主党，1919年至1939年德国社会民主党主席，1920年至1930年为魏玛共和国议会议员，1923年至1938年为社会主义工人国际执行代表，1933年纳粹党上台前，威尔斯在国会发表演说，反对《1933年授权法》，演說前已在口袋準備好氰化物，如納粹迫害即自殺。6月流亡至萨尔盆地地区，8月被剥夺德国国籍。
后前往布拉格和巴黎尝试重建社会党，1939年死于法国巴黎。